# Плисівська сільська рада
Пли́сівська сільська́ ра́да — адміністративно-територіальна одиниця та орган місцевого самоврядування в Лозівському районі Харківської області. Адміністративний центр — село Плисове.

## Загальні відомості
Плисівська сільська рада утворена в 1920 році. З 1960 по 1991 роки входила до складу Краснопавлівської селищної ради.
- Територія ради: 32,688 км²
- Населення ради: 537 осіб (станом на 2001 рік)

## Населені пункти
Сільській раді підпорядковані населені пункти:
- с. Плисове

## Склад ради
Рада складається з 14 депутатів та голови.
- Голова ради: Антоненко Вадим Миколайович
- Секретар ради: Антоненко Світлана Петрівна

### Керівний склад попередніх скликань
| Прізвище, ім'я, по батькові | Основні відомості                                                 | Дата обрання | Дата звільнення |
| --------------------------- | ----------------------------------------------------------------- | ------------ | --------------- |
| Антоненко Вадим Миколайович | Сільський голова, 1979 року народження, освіта вища               | 26.03.2006   | 31.10.2010      |
| Антоненко Вадим Миколайович | Сільський голова, 1979 року народження, освіта вища, безпартійний | 31.10.2010   |                 |

Примітка: таблиця складена за даними сайту Верховної Ради України

### Депутати
За результатами місцевих виборів 2010 року депутатами ради стали:

#### За суб'єктами висування
| Суб'єкт висування             | Кількість обраних депутатів | %    |
| ----------------------------- | --------------------------- | ---- |
| Партія регіонів               | 13                          | 92,9 |
| Політична партія «Фронт Змін» | 1                           | 7,1  |

#### За округами
| № округу                      | Прізвище, ім'я, по батькові  | Дата визнання обраним | Освіта             | Партійна приналежність | Відомості про обраного депутата                         |
| ----------------------------- | ---------------------------- | --------------------- | ------------------ | ---------------------- | ------------------------------------------------------- |
| Партія регіонів               |                              |                       |                    |                        |                                                         |
| 1                             | Лиценко Катерина Миколаївна  | 02.11.2010            | середня спеціальна | позапартійна           | Плисівська сільська рада, бухгалтер                     |
| 2                             | Дейко Неля Іванівна          | 02.11.2010            | вища               | позапартійна           | тимчасово не працює                                     |
| 3                             | Дегтяр Олександр Миколайович | 02.11.2010            | вища               | позапартійний          | інженер-механік                                         |
| 4                             | Рогач Олександр Васильович   | 02.11.2010            | середня спеціальна | позапартійний          | ЛКМЗ, енергетик                                         |
| 5                             | Черниш Віктор Вікторович     | 02.11.2010            | середня            | позапартійний          | ТОВ «Промагро», механізатор                             |
| 6                             | Антоненко Світлана Петрівна  | 02.11.2010            | середня            | позапартійна           | тимчасово не працює                                     |
| 8                             | Кононенко Ганна Андріївна    | 02.11.2010            | вища               | позапартійна           | Плисівський фельдшерсько-акушерський пункт, завідувачка |
| 9                             | Шевченко Світлана Григорівна | 02.11.2010            | середня спеціальна | позапартійна           | Плисівська сільська рада, секретар                      |
| 10                            | Пішта Олексій Іванович       | 02.11.2010            | середня            | позапартійний          | фермер одноосібник                                      |
| 11                            | Лиценко Володимир Михайлович | 02.11.2010            | середня            | позапартійний          | ТОВ «ПромАгро», заступник директора                     |
| 12                            | Дегтяр Надія Денисівна       | 02.11.2010            | вища               | позапартійна           | пенсіонер                                               |
| 13                            | Дейко Володимир Васильович   | 02.11.2010            | вища               | позапартійний          | ТОВ «ПромАгро», інженер                                 |
| 14                            | Пальчик Іван Якович          | 02.11.2010            | середня            | позапартійний          | фермер одноосібник                                      |
| Політична партія «Фронт Змін» |                              |                       |                    |                        |                                                         |
| 7                             | Герасименко Тетяна Василівна | 02.11.2010            | середня            | позапартійна           | Плисівська сільська рада, соц. працівник                |